# Christina Herrström
Christina Yngvesdotter Herrström Schildt, född 23 augusti 1959 på Lidingö, är en svensk författare och manusförfattare, bland annat till ungdomsböckerna Ebba & Didrik, Glappet och Tusen gånger starkare. Samtliga nämnda har även utgivits i tv-serie- respektive långfilmsformat, som Herrström även manusförfattat. Glappet var en tv-serie till en början, som hon senare skrev om till en roman.

## Biografi
Herrström började tidigt skriva och under gymnasiet vann hon Riksradions novellpristävling. Hon kom senare att läsa musikvetenskap på Stockholms universitet samtidigt som hon var engagerad inom amatörteater och skrev noveller för radio. Herrström har även arbetat som terapiassistent. År 1983 skrev hon sin första pjäs som sändes i P3 1984.
Herrströms författarskap skildrar ofta kärlek och relationer mellan människor, särskilt maktförhållandet mellan kvinnor och män och förhållandet mellan far och dotter. År 2006 nominerades hon till Augustpriset, men det gick istället till Per Nilsson. Efter att ha drabbats av sjukdom och blivit utsatt för en bedragare kom Herrström under en följd av år inte att ge ut någon bok, men 2017 kom romanen Denzel, som hon påbörjat redan i mitten av 2000-talets första decennium. Den år 2018 utgivna romanen Tionde våningen är delvis självbiografisk. I boken Ödeläggaren, utgiven 2020, beskriver hon den man som åren 2010–2014 nästlade sig in och tog över hennes liv och utsatte henne för ett bedrägeri. Mannen dömdes senare till tre års fängelse.  År 2011 tilldelades hon Doris Filmgenipris.
Christina Herrström var 1990–2003 gift med regissören Peter Schildt (född 1951).

## Verk
- 1989 – Didrik
- 1990 – Ebba
- 1998 – Glappet
- 2003 – Leontines längtan
- 2005 – Den hungriga prinsessan
- 2006 – Tusen gånger starkare
- 2016 – Denzel
- 2018 – Tionde våningen
- 2020 – Ödeläggaren [5]

### Filmmanus/TV-manus
- 1990 – Ebba och Didrik
- 1992 – Damen i handskdisken
- 1997 – Glappet
- 1997 – Heta lappar
- 2002 – Suxxess
- 2010 – Tusen gånger starkare

### Filmografi roller
- 1994 – Handbok för handlösa

### Pjäser
- 1987 – En underbar utsikt, Dramaten
- 1991 – Mirrimo Sirrimo, Göteborgs Folkteater
- 2002 –  Erling, Smålands Musik och Teater
- 2007 – Midsommarkvartetten, Smålands Musik och Teater och Skillinge Teater

### Radiopjäser
- 1979 – Sagan om Knodd, regi Christina Herrström
- 1985 – Didrik, regi Peter Schildt
- 1986 – Ebba, regi Peter Schildt
- 1997 – Mitt namn är Erling, regi Peter Schildt
- 2002 – Skimrande vingar, regi Christina Herrström